# デニス・チトー
デニス・チトー（Dennis Anthony Tito、1940年8月8日-）は、クイーンズ区出身のアメリカ合衆国の技術者、企業家、宇宙飛行関係者である。ニューヨーク大学出身。世界で初めて自費で宇宙旅行をした人物として知られている。2001年中旬、ソユーズTM-32で国際宇宙ステーションを訪れて8日間ほど滞在し、ソユーズTM-31で地球に帰還した。火星への有人宇宙飛行を目的とする財団、「Inspiration Mars Foundation」の設立を2013年に発表したが、これは実現の見込みが無くなったとして2015年に中止された。2020年に章子・チトー（Akiko Tito）と結婚。2022年にSpaceXによる宇宙船「Starship」に搭乗する民間月周回旅行への夫婦での参加を発表。

## 略歴
ニューヨーク市のクイーンズでイタリア系の労働者階級の家に生まれた。ニューヨーク大学の工学部で航空宇宙工学を専攻し、1962年に学士号を取得し、その後、レンセラー工科大学で研究を続け、1964年に工学の修士号を取得した。宇宙飛行士になりたいという強い希望を持っていたが当時の宇宙飛行士には飛行機のパイロットの経験が必要とされていた。宇宙飛行士になるのを断念しNASAのジェット推進研究所に就職することで、宇宙開発に関わることになった。エンジニアとして、マリナー計画の無人惑星探査機の軌道計算の仕事に就き、1965年に火星を目指したマリナー4号のミッションと、1967年に金星を訪れたマリナー5号のミッションに従事した。1971年のマリナー9号の計画に参加した後、ジェット推進研究所を退所した。
1972年に投資コンサルティング会社、Wilshire Associatesを設立し成功し、サンタモニカを拠点とするアメリカ有数の投資コンサルティング会社のマネージング・ディレクター兼最高経営責任者になった。成功した実業家としてロサンゼルス・オペラを支援し、ロサンゼルス市議会の議員なども務めた。資金難に苦しんでいたロシアのミール計画に資金を提供することにより、2001年に国際宇宙ステーションに宇宙飛行した。アメリカは民間人のこのような飛行に反対しており、チトーは8日あまりの国際宇宙ステーションでの滞在中、ロシアの居住モジュールであるズヴェズダモジュールで過ごした。地球への帰還後、再び宇宙飛行をすることは望まないと宣言した。

## インスピレーション火星財団
2013年に、火星と地球が接近する2018年に火星を有人の宇宙船でフライバイするためのミッションを開始することを提案し、そのための財団、インスピレーション火星財団の設立を発表した。しかし、2013年の会議で、デニスチトーは、NASAからの投資とNASA宇宙船の使用なしには、彼の計画は不可能であると認めた。